# Coenosia maculiventris
Coenosia maculiventris este o specie de muște din genul Coenosia, familia Muscidae, descrisă de Huckett în anul 1934.
Este endemică în Washington. Conform Catalogue of Life specia Coenosia maculiventris nu are subspecii cunoscute.